# Гоголев, Василий Николаевич
Василий Николаевич Гоголев (род. 9 октября 1957, Чурапча, Якутская АССР) — советский борец вольного стиля, двухкратный чемпион Европы, трехкратный чемпион СССР, обладатель Кубка СССР, серебряный призёр чемпионата СНГ, бронзовый призёр чемпионата мира, призёр Кубка мира, победитель Игр доброй воли (1986), заслуженный мастер спорта СССР (1988).

## Биография
Член сборной команды страны в 1981—1992 годах. Выступал за Вооружённые силы (Якутск).
Тренеры — заслуженный тренер Якутской АССР, РСФСР и СССР Д. П. Коркин, заслуженный мастер спорта, заслуженный тренер СССР Р. М. Дмитриев, заслуженный тренер РСФСР Н. Неустроев, заслуженный тренер Якутской АССР А. Иванов.
В 1992 году завершил спортивную карьеру.
Заслуженный работник физической культуры и спорта Якутской АССР. Почётный гражданин Чурапчинского улуса. Награжден орденом «Знак Почёта».

## Спортивные результаты
- Чемпионат СССР по вольной борьбе 1981 года — ;
- Чемпионат СССР по вольной борьбе 1982 года — ;
- Вольная борьба на летней Спартакиаде народов СССР 1983 года — ;
- Чемпионат СССР по вольной борьбе 1984 года — ;
- Чемпионат СССР по вольной борьбе 1985 года — ;
- Чемпионат СССР по вольной борьбе 1986 года — ;
- Чемпионат СНГ по вольной борьбе года — .